# Der geizige Ritter (Oper)
Der geizige Ritter (russisch Скупой рыцарь) ist eine einaktige Oper in drei Bildern von Sergei Rachmaninow, op 24, komponiert in den Jahren 1903–1905. Das Libretto basiert auf Puschkins gleichnamiger Tragödie von 1830.

## Handlung
Das Werk spielt im mittelalterlichen England.
Erstes Bild. Im Turm des Schlosses
Ritter Alberts Helm wurde bei einem seiner zahlreichen Turniere beschädigt und auch ein Prachtgewand fehlt ihm. Sein Vater, ein reicher Baron, ist aber ausgesprochen geizig und gibt kein Geld. Albert sinniert mit seinem Diener, wo noch Geld zu erlangen wäre. Der jüdische Geldverleiher (im Originaltext nur als Jude bezeichnet), der ihm schon vorher geliehen hat, ist einbestellt, will aber ohne Pfand nichts mehr geben. Da Albert keine Pfänder hat, schlägt der Geldverleiher stattdessen vor, den Baron zu vergiften, um an das Erbe zu kommen. Albert wirft ihn entrüstet hinaus.
Zweites Bild. Im Keller des Schlosses
Der Baron ergötzt sich an den gefüllten Goldtruhen und malt sich aus, welche Macht das Geld ihm bringen könnte. Zur Feier der Füllung der sechsten Truhe zündet er Kerzen vor jeder Truhe an. Gleichzeitig sorgt er sich um das Gold, wenn sein Sohn es erben und vermutlich verschwenden würde.
Drittes Bild. Im Palast des Herzogs
Albert beschwert sich beim Herzog über die schlechte Finanzausstattung durch den Vater. Dieser hat den Baron einbestellt und fragt nach dem Sohn. Der Baron flüchtet sich in allerlei Lügen, um den Sohn nicht präsentieren zu müssen. Da der Herzog insistiert, behauptet er schließlich, der Sohn hätte ihn umbringen und bestehlen wollen. Darauf stürzt Albert, der alles mit angehört hat, aus dem Nebenzimmer und bezichtigt ihn der Lüge. Der Baron wirft daraufhin den Fehdehandschuh hin, den Albert aufnimmt. Der Herzog nimmt ihm aber den Handschuh ab und schickt ihn hinaus. Als er den Baron aufgrund dessen Verhaltens tadelt, verstirbt dieser in Sorge um sein Geld.

## Werkgeschichte
Literarische Vorlage ist Puschkins gleichnamige Tragödie aus den Kleinen Tragödien, entstanden 1830. Die anderen drei Tragödien waren bereits von anderen Komponisten vertont worden (Der steinerne Gast von Dargomyschski, Mozart und Salieri von Rimski-Korsakow und Das Gelage in Zeiten der Pest von César Cui). Die Blankvers-Vorlage ist, abgesehen von einer geringen Kürzung (ca. 40 Zeilen), annähernd eins zu eins als Libretto übernommen. Die Aufführungsdauer beträgt ca. eine Stunde. Der Vorlage entsprechend enthält die Oper keine Frauenstimmen.
Die Uraufführung fand zusammen mit dem zur gleichen Zeit entstandenen Einakter Francesca da Rimini 1906 am Bolschoi-Theater unter Leitung von Rachmaninow statt. Vermutlich hatte Rachmaninow den Posten am Bolschoi-Theater 1904 gerade deswegen angenommen, um diese beiden in der Entstehung befindlichen Opern aufführen zu können. Noch heute werden beide Einakter, wenn sie überhaupt hier und da gespielt werden, zusammen aufgeführt, aber auch Kombinationen mit anderen Einaktern, vor allem von Puccini, kommen vor. Die Titelrolle war für den damals in Russland zum Star werdenden Fjodor Schaljapin geschrieben, der auch für die Uraufführung vorgesehen war, die Rolle dann aber nach einer privaten Voraufführung mit Klavierbegleitung durch Felix Blumenfeld abgab, weil er der Ansicht war, „das Wort werde nicht im Klang wiedergegeben“. Offenbar teilte er Rimski-Korsakows Ansicht, das Orchester dominiere zu Lasten des Gesangs.
Rachmaninow hatte 1902 den Bayreuther Festspielen beigewohnt; entsprechend ist der Umfang des Orchesters groß mit drei- bis vierfachem Holz, einschließlich farblich prägnanter dunkler Instrumente wie zwei Englischhörnern und zwei Bassklarinetten und – typisch für Rachmaninow – erweitertem Schlagwerk mit Basstrommel, Triangel, Becken und Tamtam, sowie einer Harfe. Auch die Wagnersche Leitmotiv-Technik fehlt nicht.
Rachmaninow, der seinen Werken häufig kritisch gegenüberstand und eine Reihe davon während seines Lebens überarbeitete oder kürzte, gab in einem Interview mit einer amerikanischen Zeitung 1927 an, der Geizige Ritter (der nach Werken wie dem zweiten Klavierkonzert entstand) sei der erste, richtige Anfang seines Lebens gewesen.

## Aufnahmen
(die Sänger in der Reihenfolge Baron, Albert, Herzog, Jude, Diener)
Audio
- Boris Dobrin, Lew Kusnetsow, Sergei Jakowenko, Alexei Usmanow, Iwan Budrin. Moskauer Radiosinfonieorchester, Gennadi Roschdestwenski. Melodija ca. 1971
- Michail Krutikow, Wladimir Kudrjaschow, Wladislaw Werestnikow, Alexander Archipow, Pjotr Gluboky. Orchester des Bolschoi-Theaters, Andrei Tschistjakow. Le Chant du Monde 1993
- Sergei Aleksaschkin, Sergej Larin, Wladimir Tschernow, Ian Caley, Anatoli Kotscherga. Göteborger Symphoniker, Neeme Järvi. Deutsche Grammophon 1996
- Michail Guschow,  Wsewolod Griwnow, Andrei Baturkin, Borislaw Moltschanow, Witali Efanow. Russisches Staatsorchester, Waleri Poljanski. Chandos Records 2003

Video
- Sergei Leiferkus, Richard Berkeley-Steele, Albert Schagidullin, Wjatscheslaw Wojnarowski, Maxim Michailow.  London Philharmonic Orchestra; Wladimir Jurowski. Mitschnitt aus Glyndebourne 2004, Opus Arte DVD.